# دایره نارا
دایره نارا (به لاتین: Nara Cercle) یک منطقهٔ مسکونی در مالی است که در استان کولیکورو واقع شده‌است. دایره نارا ۳۰٬۰۰۰ کیلومتر مربع مساحت و ۲۴۲٬۹۹۰ نفر جمعیت دارد.